# Ḁ̃
Cette page contient des caractères spéciaux ou non latins. S’ils s’affichent mal (▯, ?, etc.), consultez la page d’aide Unicode.
Ḁ̃ (minuscule : ḁ̃), appelé A rond souscrit tilde, est un graphème et une lettre additionnelle de l’alphabet latin utilisée dans l’écriture du dialecte tchakavien du croate. Elle est composée d’un A, d’un rond souscrit et d’un tilde.

## Représentations informatiques
Le A rond souscrit tilde peut être représenté avec les caractères Unicode suivants :
- décomposé et normalisé NFC (latin supplément-1, diacritiques) :

| formes    | représentations | chaînes de caractères | points de code | descriptions                                              |
| --------- | --------------- | --------------------- | -------------- | --------------------------------------------------------- |
| capitale  | Ḁ̃               | Ḁ◌̃                    | U+1E00 U+0303  | lettre majuscule latine a rond souscrit diacritique tilde |
| minuscule | ḁ̃               | ḁ◌̃                    | U+1E01 U+0303  | lettre minuscule latine a rond souscrit diacritique tilde |

- décomposé et normalisé NFD (latin de base, diacritiques) :

| formes    | représentations | chaînes de caractères | points de code       | descriptions                                                   |
| --------- | --------------- | --------------------- | -------------------- | -------------------------------------------------------------- |
| capitale  | Ḁ̃               | A◌̥◌̃                   | U+0041 U+0325 U+0303 | lettre majuscule a diacritique rond souscrit diacritique tilde |
| minuscule | ḁ̃               | a◌̥◌̃                   | U+0061 U+0325 U+0303 | lettre minuscule a diacritique rond souscrit diacritique tilde |

## Sources
- (hr) Maria Mariola Glavan, Etimološka obrada posuđenica romanskog podrijetla u govoru Privlake (thèse de doctorat), 2019 (lire en ligne)